# Konstantin Rausch
Konstantin Wiktorowicz Rausch (ros. Константин Викторович Рауш; ur. 15 marca 1990 w Kożewnikowie) – niemiecko-rosyjski piłkarz występujący na pozycji obrońcy oraz pomocnika. Od 2018 jest zawodnikiem Dinama Moskwa.

## Kariera klubowa
Rausch urodził się w ZSRR, a w wieku 5 lat wyemigrował z rodziną do Niemiec. Tam w 1996 roku rozpoczął treningi w klubie TuS Lachendorf. W 2002 roku grał w juniorskim zespole SV Nienhagen. W 2004 roku trafił do juniorskiej ekipy Hannoveru 96. W 2008 roku został włączony do jego pierwszej drużyny. W Bundeslidze zadebiutował 30 marca 2008 w bezbramkowo zremisowanym meczu z VfB Stuttgart. W sezonie 2007/2008 rozegrał 2 ligowe spotkania. Od początku następnego sezonu stał się podstawowym graczem Hannoveru.

## Kariera reprezentacyjna
Rausch jest byłym reprezentantem Niemiec U-17. W 2007 roku zajął z nią 3. miejsce na Mistrzostwach Świata U-17 oraz byłym zawodnikiem kadry U-19.
W reprezentacji Rosji zadebiutował 7 października 2017 w wygranym 4:2 meczu z Koreą Południową.